# Trachyxiphium glanduliferum
Trachyxiphium glanduliferum är en bladmossart som beskrevs av David Maughan Churchill och Linares C. 1995. Trachyxiphium glanduliferum ingår i släktet Trachyxiphium och familjen Hookeriaceae. Inga underarter finns listade i Catalogue of Life.